# Langenpreising

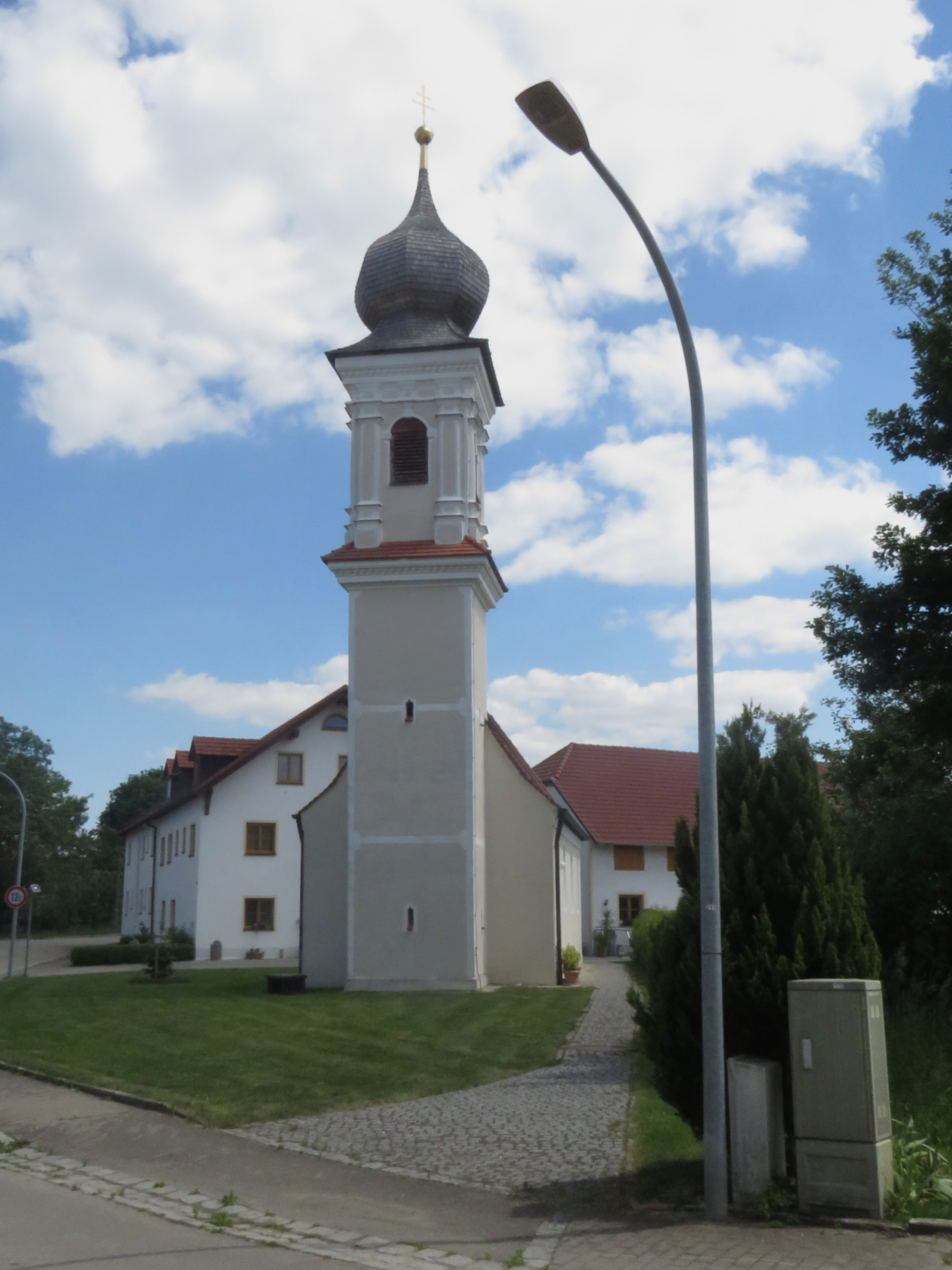
Peterskirche - Langenpreising

Langenpreising ist eine Gemeinde im oberbayerischen Landkreis Erding.

## Geographie

### Geographische Lage
Langenpreising ist die nördlichste Gemeinde im Landkreis Erding am Nordrand des Erdinger Mooses. Durch das Gemeindegebiet fließen als größere Gewässer die Strogen, die Sempt sowie der Mittlere-Isar-Kanal. Langenpreising befindet sich 6 km südlich von Moosburg an der Isar, 19 km südwestlich von Landshut, 17 km nordöstlich von Erding und 21 km vom Flughafen München.

### Gemeindegliederung
Es gibt die 16 Gemeindeteile (in Klammern ist der Siedlungstyp angegeben):
- Appolding (Einöde)
- Deutlmoos (Einöde)
- Hinterholzhausen (Kirchdorf)
- Hof (Einöde)
- Langenpreising (Pfarrdorf)
- Myrth (Einöde)
- Pottenau (Dorf)
- Rosenau (Weiler)
- Schachtmühle (Einöde)
- Scheideck (Einöde)
- Seidl (Einöde)
- Steingrub (Einöde)
- Vorderholzhausen (Weiler)
- Wehrbach (Einöde)
- Weipersdorf (Weiler)
- Zustorf (Kirchdorf)

## Geschichte

### Bis zur Gemeindegründung
Die frühe Besiedelung des Gemeindegebietes beweist der Fund eines 2500 Jahre alten Steinbeils bei Holzhausen. Erstmals urkundlich erwähnt wurde der Ort Langenpreising im Jahr 767, als ein Mitglied der Prisonen, aus dem sich das Grafengeschlecht der Preysing entwickelte, den Ort Prisinga übergab. Der Ortsname leitet sich höchstwahrscheinlich vom Namen der Familie Priso ab. Daraus geht hervor, dass sich der Ort ursprünglich nur Preising nannte, aber bereits im Jahr 1318 wurde der heutige Ortsname „Langenpreising“ erwähnt, um es vom neuen Burgsitz der Preysinger Altenpreising (Kronwinkl (Eching)) zu unterscheiden. Die Ortschaft Langenpreising ist damit ältester Stammsitz der Grafen von Preysing.
Im Mittelalter war der Hauptgrundherr neben einigen anderen der bayerische Herzog. Durch Schenkung von Gräfin Bertha von Ebersberg gelangte auch das Regensburger Stift Obermünster in den Besitz von Teilen des Ortes. Nach dem Umzug der Grafen von Preysing entstand am Ort ein neuer Edelsitz, der ab 1490 Hofmark wurde.
Im Dreißigjährigen Krieg brach in den Jahren 1632/33 die Pest aus. Im Kurfürstentum Bayern gehörte Langenpreising zum Rentamt Landshut und zum Landgericht Erding. Während der Reformen durch Maximilian Graf von Montgelas 1818 entstand mit dem Zweiten Gemeindeedikt die heutige Gemeinde.

### 19. bis 21. Jahrhundert
Der katholische Theologe und Philosoph Martin Deutinger wurde in der Langenpreisinger Schachtenmühle am 24. März 1815 geboren. Nach dem Ersten Weltkrieg wurde auf dem südlichen Gemeindegebiet der Mittlere-Isar-Kanal gebaut, der während Belastungsversuchen in einer Kurve ausbrach und Langenpreising überschwemmte. Im Zweiten Weltkrieg wurde Langenpreising am 1. Mai durch das 342. US Infantry Regiment befreit. Man stieß dabei auf keinen nennenswerten Widerstand. Ab 1966 bis zur Wahl 2008 war Rudolf Weiß (CSU) 42 Jahre lang der Erste Bürgermeister von Langenpreising.

### Religionen
- Katholische Pfarrgemeinde Langenpreising
- Evangelische Kirchengemeinde Langenpreising

### Einwohnerentwicklung

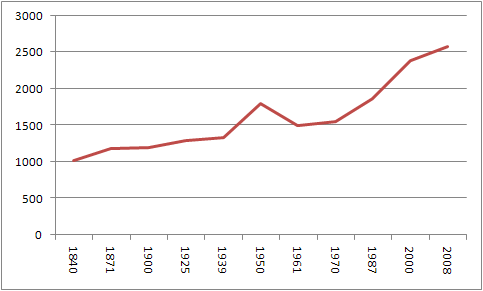
Einwohnerentwicklung

Gemäß Bayerischem Landesamt für Statistik  haben sich die Einwohnerzahlen jeweils zum 31. Dezember eines Jahres wie folgt entwickelt:
| Jahr      | 1960 | 1970 | 1980 | 1990 | 1995 | 2000 | 2005 | 2010 | 2015 | 2020 |
| --------- | ---- | ---- | ---- | ---- | ---- | ---- | ---- | ---- | ---- | ---- |
| Einwohner | 1491 | 1565 | 1755 | 2082 | 2305 | 2408 | 2554 | 2640 | 2731 | 2879 |

Seit 1972, dem Jahr der Gemeindereform, hat sich die Einwohnerzahl bis 2015 um 1144 erhöht. Das entspricht einem Wachstum von 72,09 Prozent. In den letzten zehn (fünf) Jahren nahm die Einwohnerzahl um 7,31 (3,96) Prozent zu.
Zwischen 1988 und 2018 wuchs die Gemeinde von 1927 auf 2855 Einwohner um 928 bzw. um 48,2 Prozent.

## Politik und Öffentliche Verwaltung

### Bürgermeister
Seit 1. Mai 2020 ist Josef Straßer (Freien Wählergemeinschaft Langenpreising) berufsmäßiger Erster Bürgermeister. Dieser konnte sich bei der Stichwahl am 29. März 2020 mit einem Stimmanteil von 63,1 Prozent durchsetzen.

### Gemeinderat
| Partei     | 2020  | 2020  | 2014  |
| Partei     | Sitze | %     | Sitze |
| ---------- | ----- | ----- | ----- |
| FWG        | 7     | 47,4  | 6     |
| CSU        | 5     | 32,6  | 4     |
| FW Zustorf | 2     | 17,9  | 2     |
| SPD        | 0     | 2,1   | 2     |
| Insgesamt  | 14    | 100,0 | 14    |

### Verwaltung
Die Gemeinde ist Mitglied der Verwaltungsgemeinschaft Wartenberg.

### Wappen und Flagge
| Wappen Gde. Langenpreising | Blasonierung: „Gespalten; vorne in Rot eine silberne Zinnenmauer, hinten in Blau 6, in 3 Reihen paarweise gestellte goldene heraldische Lilien.“ |
| Wappen Gde. Langenpreising | Wappenbegründung: Die Zinnenmauer stammt aus dem Wappen des alten bayerischen Adelsgeschlechts der Preysing, das sich nach dem Ort nannte und dessen Sitz in Langenpreising seit dem 12. Jahrhundert nachweisbar ist. Die Ortsnamenform „Langpreysing“ (in Unterscheidung zur Preysing-Burg Kronwinkl, die ebenfalls Preising, später Altpreising genannt wurde) ist erstmals um 1320 belegt. Die sechs Lilien sind das geminderte Wappen des Reichsstifts Obermünster in Regensburg (neun Lilien), dem die Ortskirche im 10. Jahrhundert übereignet wurde. Dieses Wappen wird seit 1962 geführt. |

Neben dem Wappen führt die Gemeinde eine Flagge mit den Farben Blau-Weiß-Rot.

## Kultur und Sehenswürdigkeiten
- Katholische Pfarrkirche St. Martin, Langenpreising: Saalkirche mit spätgotischem Chor, 1756/58 von Johann Baptist Lethner erhöht; Langhaus und Westturm um 1771 von Lethner errichtet; Ausstattung mit Stile des späten Rokoko,
- katholische Nebenkirche St. Peter, Langenpreising: Saalbau, wahrscheinlich gotisch, Ende des 17. Jahrhunderts barockisiert,
- katholische Pfarrkirche St. Stephanus, Zustorf: spätromanischer Turmunterbau aus der zweiten Hälfte des 13. Jahrhunderts, ziegelsichtiger Saalbau im spätgotischen Stil von 1510,
- katholische Filialkirche Heilige Kreuzerhöhung, Hinterholzhausen: 1753 durch Johann Baptist Lethner im Rokokostil errichtet.

## Wirtschaft und Infrastruktur

### Wirtschaft einschließlich Land- und Forstwirtschaft
Es gab im Jahr 2021 nach der amtlichen Statistik im produzierenden Gewerbe 148 und im Bereich Handel und Verkehr 92 sozialversicherungspflichtig Beschäftigte am Arbeitsort. In sonstigen Wirtschaftsbereichen waren am Arbeitsort 122 Personen sozialversicherungspflichtig beschäftigt. Sozialversicherungspflichtig Beschäftigte am Wohnort gab es insgesamt 1388. Im verarbeitenden Gewerbe gab es einen, im Bauhauptgewerbe drei Betriebe. Zudem bestanden im Jahr 2020 53 landwirtschaftliche Betriebe mit einer landwirtschaftlich genutzten Fläche von 1994 Hektar, wovon 1523 Hektar Ackerfläche und 471 Hektar Dauergrünfläche.
In Langenpreising betreibt das Unternehmen Honest Catch GmbH (bis Ende 2022 CrustaNova GmbH) die größte Aquafarm für Garnelen in Europa.

### Verkehr
Langenpreising liegt direkt an der Bundesautobahn 92 München-Deggendorf sowie an den Staatsstraßen 2085, 2082 und 2331. Über diese Straßen ist auch der Internationale Flughafen von München zu erreichen, zu dessen Einzugsbereich die Gemeinde zählt. Der nächste Bahnhof befindet sich in der Stadt Moosburg an der Bahnstrecke München–Regensburg. Die Buslinien 501 und 502 sowie das Ruftaxi 5010 des MVV (Münchner Verkehrs- und Tarifverbund) führen nach oder durch Langenpreising.
Entlang des Mittlere-Isar-Kanals verlief bis 1967 die zu dessen Bau errichtete Bahnstrecke Altenerding–Pfrombach.

### Bildung
- Gemeindekindergarten Villa Regenbogen Langenpreising,[8]
- katholischer Pfarrkindergarten Langenpreising,[8]
- Grundschule Langenpreising[8]

### Umwelt
- Kläranlage Langenpreising[8]

## Persönlichkeiten
- Martin Deutinger (1815–1864), katholischer Theologe und Philosoph, ist in Langenpreising geboren,
- Johannes Vollrath (1940–2013), Maler, Grafiker, Bildhauer und Träger des Kulturpreises des Landkreises Erding, lebte in Langenpreising[9]